# Dasophrys oldroydi
Dasophrys oldroydi là một loài ruồi trong họ Asilidae. Dasophrys oldroydi được Londt miêu tả năm 1981. Loài này phân bố ở vùng nhiệt đới châu Phi.